# Tubulo seminifero
I tubuli seminiferi sono parte dell'apparato riproduttore maschile e sono il luogo dove avvengono le divisioni meiotiche che portano alla creazione dei gameti maschili, gli spermatozoi, secondo un processo chiamato spermatogenesi. Nell'adulto i tubuli seminiferi sono formati da un epitelio seminifero e da una sottile tonaca propria, separati dalla membrana basale. L'epitelio seminifero è costituito da due categorie di cellule: le cellule di sostegno o del Sertoli e le cellule germinali.
Durante gli ultimi mesi di sviluppo fetale e nel corso della vita prepuberale, le cellule germinali e le cellule di sostegno aumentano notevolmente di numero e vanno incontro ad importanti modificazioni morfologiche, ma la spermatogenesi inizia solo alla pubertà.
In tal periodo i cordoni sessuali si canalizzano diventando tubuli seminiferi il cui lume si connette con quello della rete testis che a sua volta si continua nei condotti efferenti, mentre gli elementi di sostegno cessano di dividersi diventando tipiche cellule del Sertoli.